# Скалеватка
Скалеватка (укр. Скаливатка) — село в Ватутинской городской общине Звенигородского района Черкасской области Украины.
Почтовый индекс — 20255. Телефонный код — 4740.

## Население
Население по переписи 2001 года составляло 818 человек.

### Языковой состав
Родной язык населения по данным переписи 2001 года:
| Язык       | Численность, чел. | Доля     |
| ---------- | ----------------- | -------- |
| Украинский | 788               | 96,33 %  |
| Русский    | 30                | 3,67 %   |
| Итого      | 818               | 100,00 % |

## Местный совет
20250, Черкаська обл., м.Ватутіне, вул.Дружби,8  (укр.)